# Sequentia
Sequentia. Ensemble für Musik des Mittelalters, benannt nach der mittelalterlichen Musikform Sequenz, ist ein klassisches Musikensemble. Es wurde 1977 von Barbara Thornton (1950–1998) und Benjamin Bagby mit Sitz in Köln gegründet. Im Jahr 2002 wurde der Hauptsitz des Ensembles nach Paris verlegt.

## Zusammensetzung des Ensembles
Die beiden Gründungsmitglieder Barbara Thornton (Gesang) und Benjamin Bagby (Gesang, Harfe, Leier) arbeiteten seit der Gründung des Ensembles je nach Erfordernis mit entsprechenden Sängern und Instrumentalisten der Musik des Mittelalters aus dem In- und Ausland zusammen, wobei sich im Laufe der Jahrzehnte ein dennoch nicht fester Kern herausbildete, der dem Stil des Ensembles entsprach und zu dessen Unverwechselbarkeit beitrug. So entstand ein Frauenvokalensemble mit Namen Vox feminae und ein Männervokalensemble mit Namen Donnersöhne, benannt nach den Boanerges aus dem Neuen Testament. Dementsprechend liegt das Hauptaugenmerk des Ensembles auf dem vokalen Aspekt. Doch sind von Beginn an auch begleitende Instrumente im Ensemble vertreten, darunter vor allem die Mittelalterharfe, gespielt von Benjamin Bagby, aber auch Fidel und Flöte.

## Musikalische Ausrichtung, Stil und Philosophie
Als Absolventen der Schola Cantorum Basiliensis waren beide Ensemblegründer mit Gesangs- und Improvisationstechniken vertraut, die von den dort lehrenden Mitgliedern des vormaligen Studios der frühen Musik München praktiziert wurden, einem Ensemble, das zu seiner Zeit (um 1960 bis 1977) eine Vorreiterrolle hinsichtlich der Interpretation mittelalterlicher Musik innehatte. Hierzu zählen ein ruhig fließender Singstil ebenso wie das improvisatorische Umspielen der vorgegebenen Melodie seitens der begleitenden Instrumente, aber auch ein damit verknüpftes Wechselspiel zwischen Gesang und Instrument. Maßgebend für diese Praxis war die Anlehnung an Gepflogenheiten, wie sie beispielsweise in der nordwestafrikanischen Kunstmusik (Eigenbezeichnung: Andalusische Musik) noch heute üblich sind. So beschäftigte sich 1977 das Kolloquium Aufführungspraxis des mittelalterlichen Liedes als Ergebnis musikethnologischer Forschungen mit der überlieferten Musikpraxis vor allem Nordwestafrikas. Gleichwohl fand das Ensemble Sequentia sehr bald zu einem eigenen musikalischen Stil, der etliche dieser Vorgaben mit berücksichtigte. Hierzu zählt auch eine etwas differenziertere Intonation, die sich zwar an der temperierten Stimmung orientiert, aber dennoch individuellen Tonabstufungen Raum gibt. Außerdem entwickelte das Ensemble eine ihm eigene melismatische, rhythmisch freie Gesangsweise, die sich nach Atembögen und weniger nach dem Wortrhythmus ausrichtet. Dass es sich bei der heutigen Wiedergabe alter Musik nur um eine Annäherung handeln kann, liegt indes auf der Hand.
Eine wesentliche Grundlage der Sequentia-eigenen musikalischen Ausdruckskraft bildet nicht zuletzt die Überzeugung des Ensembles, sowohl die Musik als auch die inhaltliche Bedeutung der Texte als Mittler des damaligen Weltbildes in die Zeitlosigkeit emporzuheben. In den Begleittexten der Tonträger wird darauf immer wieder ausführlich Bezug genommen.

## Bühnenprojekte (Auswahl)
Nach der Gründung des Ensembles ergab sich eine über Jahrzehnte andauernde Zusammenarbeit mit der Redaktion Alte Musik des Westdeutschen Rundfunks (WDR), darunter Tonträgereinspielungen und Bühnenprojekte.
So entstand als Ergebnis eines im Februar des Jahres 1982 vom WDR ausgerichteten Kolloquiums über die Musik der Hildegard von Bingen (1098–1179) im Mai desselben Jahres die erste seit dem Mittelalter eingerichtete Bühnenfassung ihres Mysterienspiels Ordo virtutum (wörtl. „Der Reigen der Tugendkräfte“) in der romanischen Kirche Groß St. Martin zu Köln, die am Hl. Abend desselben Jahres im Deutschen Fernsehen ausgestrahlt wurde. Im selben Jahr erschien auch die Einspielung auf Tonträger (Aufnahmeort: Klosterkirche Knechtsteden) als Doppel-LP Ordo virtutum. Beide Konzepte stammten von Barbara Thornton, und die Ausführenden waren Mitglieder des Ensembles sowie die Schauspielerin Carmen-Renate Köper in der Rolle der Hildegard und der Schauspieler William Mockridge in der Rolle des Diabolus.
Diese Einspielung war der erste Baustein des langfristig angelegten Projektes, das musikalische Gesamtwerk der Hildegard von Bingen auf Tonträger herauszubringen, welches mit der unterschiedlich konzeptionierten Zweiteinspielung des Ordo virtutum 1998 seinen Höhepunkt erreichen sollte. Infolge des Todes von Barbara Thornton (1998), die das Konzept für das Gesamtprojekt erarbeitet hatte, blieb dieses jedoch zunächst unterbrochen, bis es schließlich unter der Leitung von Benjamin Bagby mit der CD Celestial Hierarchy, die im Mai 2013 erschien, vollendet werden konnte.
Als zweites großes Bühnenprojekt des Ensembles entstand in Kooperation mit dem WDR die Bordesholmer Marienklage aus der zweiten Hälfte des 15. Jahrhunderts. Sie wurde im April des Jahres 1992 in der Xantener Stiftskirche St. Viktor unter der Regie von Franz-Josef Heumannskämper aufgeführt und im darauf folgenden Jahr 1993 als Doppel-CD herausgebracht.
1995 kamen Teile der Mythen aus dem mittelalterlichen Island unter dem Titel Edda: Myths from Medieval Iceland nach einem szenischen Konzept von Benjamin Bagby und in Zusammenarbeit mit dem isländischen Sprachforscher Heimir Pálsson unter der Regie von Franz-Josef Heumannskämper in Luxemburg auf die Bühne. Die CD erschien 1999.
Das letzte gemeinsam mit Barbara Thornton umgesetzte Ensemble-Projekt war die Zweitaufführung des Ordo virtutum in der Kirche St. Ursula zu Köln im Herbst 1998 nach Barbara Thorntons neugestaltetem Entwurf, der die unterschiedlichen Herangehensweisen an dieses Mysterienspiel verdeutlichen sollte – ebenfalls unter der Regie von Franz-Josef Heumannskämper. Die entsprechende CD-Einspielung war bereits 1997 erfolgt.
Im Jahr 2001 kam The Rheingold Curse – A Germanic Saga of Greed and Vengeance from the Medieval Icelandic Edda (Der Fluch des Rheingoldes) in New York auf die Bühne, worauf noch im selben Jahr die Veröffentlichung auf CD erschien.
Eine Besonderheit sind solistische Auftritte Benjamin Bagbys im Stil eines Barden, darunter die Aufführung des angelsächsischen Epos Beowulf, die weltweit Erfolge feiert. Er begleitet sich dabei selbst virtuos auf einer sechssaitigen Leier. Die DVD zur Beowulf-Aufführung erschien 2007.

## Konzertreisen und Kooperation mit dem Goethe-Institut
Die Schwerpunkte der Auftritte des Ensembles sind von Beginn an Europa und Nordamerika. Zusätzlich wurden seit 1979 unter der Schirmherrschaft des Goethe-Instituts zahlreiche Konzertreisen nach Südamerika und Südasien, in den Mittleren Osten sowie nach Japan, Korea und Afrika ermöglicht.

## Wissenschaftliche Mitarbeiter
Das Ensemble Sequentia hält seit seiner Gründung eine enge Verbindung zu Wissenschaft und Forschung, wobei es bei seinen Projekten mit internationalen Sprach-, Kultur-, Geschichts- und Musikwissenschaftlern, wie etwa Wulf Arlt, Barbara Stühlmeyer sowie Ulrich Mehler oder dem oben erwähnten isländischen Sprachforscher Heimir Pálsson, im Forschungsgebiet Mittelalter zusammenarbeitet.

## Künstlerische Auswirkungen
Die langjährige Lehrtätigkeit Barbara Thorntons und Benjamin Bagbys an renommierten akademischen Musikeinrichtungen in Europa und Nordamerika hat einen vom Stil Sequentias geprägten Nachwuchs herangezogen. Außerdem wurden die aus anderen musikalischen Zusammenhängen stammenden Mitwirkenden des Ensembles Sequentia mit dessen erarbeitetem musikalischem Stil vertraut, so dass dieser inzwischen auch bei anderen Ensembles hörbaren Widerhall findet.

## Auszeichnungen
- 1981 Innsbrucker Radiopreis
- 1987 und 1998 Edison-Preis (Niederlande)
- 1993 Deutscher Schallplattenpreis für Vox Iberica
- 1995 und 1999 Diapason d’or
- 1996 Goldene Schallplatte (Disque d’Or, Frankreich) für allein in Frankreich verkaufte 100.000 Exemplare der CD Canticles of Ecstasy/Gesänge der Ekstase
- 1996 Grammy-Nominierung für die beste Einspielung von Chormusik (Hildegard von Bingen)
- 2017 Diapason d’or für die Neuausgabe des musikalischen Gesamtwerkes der Hildegard von Bingen im selben Jahr[6]

1978 und 1980 nahm das Ensemble Fördergelder seitens der Volkswagen-Stiftung für Forschungsaufenthalte an der Herzog August Bibliothek zu Wolfenbüttel entgegen.
1980 erhielt das Ensemble Forschungsstipendien von der Siemens-Stiftung für das Aufnahmeprojekt Spruchdichter.

## Diskografie
- Spielmann und Kleriker, Deutsche Harmonia Mundi 1981, EMI 1988
- Hildegard von Bingen: Ordo virtutum, Deutsche Harmonia Mundi 1982, EMI 1987
- Spruchdichtung des 13. Jahrhunderts, Deutsche Harmonia Mundi 1983, EMI 1988
- Trouvères, Deutsche Harmonia Mundi 1984, Deutsche Harmonia Mundi/BMG Classics 1987
- Hildegard von Bingen: Symphoniae/Geistliche Gesänge, Deutsche Harmonia Mundi 1985, 1989
- English Songs of the Middle Ages/Englische Lieder des Mittelalters, Deutsche Harmonia Mundi 1988, 1989
- Philippe le Chancelier (ca. 1165–1236) – Conductus, Lai, Sequence, Rondellus/School of Notre Dame, Deutsche Harmonia Mundi/BMG Classics 1990
- Philippe de Vitry (1291–1361) – Motets and Chansons, Deutsche Harmonia Mundi/BMG 1991
- Vox Iberica I: Donnersöhne/Sons of Thunder – Gesänge für den hl. Jakobus (12. Jahrhundert), Deutsche Harmonia Mundi 1992
- Vox Iberica II: Codex Las Huelgas – Gesänge aus dem königlichen Konvent Las Huelgas de Burgos (13./14. Jahrhundert), Deutsche Harmonia Mundi/BMG Classics 1992
- Vox Iberica III: El Sabio – Gesänge für König Alfonso X. von Kastilien und Léon (1221–1284), Deutsche Harmonia Mundi/BMG Classics 1992
- Bordesholmer Marienklage (ca. 1475), Deutsche Harmonia Mundi/BMG Classics 1993
- Oswald von Wolkenstein (1376–1445): Lieder/Songs, Deutsche Harmonia Mundi/BMG Classics 1993
- Hildegard von Bingen: Canticles of Ecstasy, Deutsche Harmonia Mundi/BMG Classics 1994
- Dante and the Troubadours, Deutsche Harmonia Mundi/BMG Classics 1995
- Hildegard von Bingen: Voice of the Blood, Deutsche Harmonia Mundi/BMG Classics 1995
- Visions from the Book, Deutsche Harmonia Mundi/BMG Classics 1996
- Shining Light – Christmas Music from Aquitanian Monasteries (12th c.), Deutsche Harmonia Mundi/BMG Classics 1996
- Aquitania – Christmas Music from Aquitanian Monasteries (12th c.), Deutsche Harmonia Mundi/BMG Classics 1997
- Hildegard von Bingen: O Jerusalem, Deutsche Harmonia Mundi/BMG Classics 1997
- Hildegard von Bingen: Saints, Deutsche Harmonia Mundi/BMG Classics 1998
- Hildegard von Bingen: Ordo Virtutum, Deutsche Harmonia Mundi/BMG Classics 1998
- Edda: Myths from Medieval Iceland, Deutsche Harmonia Mundi/BMG Classics 1999
- Frauenlob (Heinrich von Meissen, ca. 1260–1318) – The Celestial Woman/Frauenlobs Leich, oder der Guldin Fluegel, zu latin: Cantica Canticorum, Deutsche Harmonia Mundi/BMG Classics 2000
- The Rheingold Curse – A Germanic Saga of Greed and Vengeance from the Medieval Icelandic Edda, Marc Aurel Edition 2001
- Lost Songs of a Rhineland Harper, Deutsche Harmonia Mundi/BMG Classics 2004
- Krone und Schleier: Musik aus Mittelalterlichen Frauenklöstern/Crown and Veil: Music from Medieval Female Monasteries, Kunst- und Ausstellungshalle der BRD (Bonn)/Ruhrlandmuseum Essen 2005
- Chant Wars – The Carolingian “Globalization” of Medieval Liturgical Chant, a collaboration with the ensemble Dialogos, directed by Katarina Livljanic, Deutsche Harmonia Mundi/SONY-BMG Music 2005
- Fragments for the End of Time/Endzeitfragmente, Raumklang 2008
- Visions of Paradise – A Hildegard von Bingen Anthology, Deutsche Harmonia Mundi/SONY Classics 2009
- Hildegard von Bingen: Celestial Hierarchy, Deutsche Harmonia Mundi (SONY) 2013[7]
- Hildegard von Bingen – The Complete Edition (9 CDs und ausführliches Textbuch), SONY 2017